# 福基
福基，是臺灣苗栗縣公館鄉的一個傳統地域名稱，位於該鄉中部偏南。相較於今日行政區，其範圍大致包括福基村、福星村、福德村西部。

## 歷史
台灣清治末期至日治初期，福基地區為一街庄，稱為「福基庄」，隸屬於苗栗一堡。該庄北與中小義庄、公館庄為鄰，東北與大坑庄為鄰，東與桂竹林庄為鄰，南邊隔後龍溪與出磺坑庄為界，西邊為石圍墻庄。
1901年（日治明治三十四年）11月，全台廢縣廳改設二十廳，該庄隸屬於苗栗廳。1909年（明治四十二年）10月，合併二十廳為十二廳，該庄改隸屬於新竹廳。1920年（大正九年），廢十二廳改設五州二廳，該庄改制為「福基」大字，隸屬於新竹州苗栗郡公館庄。
戰後公館庄改制為公館鄉，隸屬於新竹縣，大字亦改制為村。1950年桃、竹、苗分治，公館鄉改隸屬於苗栗縣。

## 聚落
本地區發展較早的聚落有福基、枋屋下、坪頂、河頭、河頭坪、金辰坑、鷄油凸等，在日治期初期的官方地圖上已有記載。此外，本地區尚有茶園坪、金瓜坑、蜂仔坑、上福基、楊喜崎等聚落。

## 交通
省道台6線（館忠路）又稱「舊後汶公路」、「龍汶公路」，是後龍龍港至大湖溫泉口的幹道，大致以北向南轉西向東經過福基地區中西部山腳地帶及南邊溪邊地帶。由該道路向北可前往公館市區、國道1號公館交流道、苗栗、後龍南部、龍港並止於省道台61線後龍交流道及縣道119號路口，向東可前往桂竹林、汶文南側並止於省道台3線路口。
縣道119甲線，是尖山至龍泉的道路，大致先以北北東—南南西走向轉東北東—西南西走向經過本地區西北部邊界地帶。由該道路向北北東可前往公館市區東郊、大坑西北部、尖山中北部並止於鄉道苗25-1線路口，向西南西可前往關爺埔、七十份南部、龍泉並止於縣道119號路口。
鄉道苗25線是頭屋至福基的道路，其南側端點位於本地區西部偏南的福基聚落省道台6線路口。由此向西出境後至石圍牆轉北可前往關爺埔、中小義、五穀岡、麻薺寮、鶴子岡、尖山、二崗坪、頭屋市區並止於省道台13線路口。
鄉道苗27線是嘉盛至上福基的道路，其南側端點位於本地區西南部上福基聚落省道台6線路口。由此向西轉西北經石圍牆可前往七十份、中心埔、水流娘、維祥、芒埔、嘉盛並止於省道台13線路口。

## 學校
- 福基國小